# Thyasira barbarensis
Thyasira barbarensis är en musselart som först beskrevs av Dall 1890.  Thyasira barbarensis ingår i släktet Thyasira och familjen Thyasiridae. Inga underarter finns listade i Catalogue of Life.